# 新城鄉 (台灣)
新城鄉（太魯閣語：Alang paru，阿美語：Sudadatan；臺灣客家語海陸腔：sinˋ shang hiongˋ），舊稱「大魯宛」，位於臺灣花蓮縣北部，鄰近花蓮市，為花蓮市的衛星城市之一。全境面積約為29.4095平方公里，與花蓮市皆為全縣面積最小的行政區。境內有台8線、台9線、臺鐵北迴線與花蓮機場等交通建設，地處蘇花公路南段、中橫公路東端，為宜蘭、花蓮之間的重要交通孔道，且因地形呈一南北狹長的沿海平原，有「新城走廊」之稱。
新城鄉的經濟產業以農業、漁業及石材加工業為主，農業方面主要有木瓜、玉米、蔬菜、水稻、甘藷等作物。漁業主要位於東南側的沿海地區，可捕獲鰹魚、飛刀魚、旗魚、白帶魚、沙魚等海產。石材加工業則主要分布於北埔和大漢兩村，主要產品有花崗石、大理石等建材。由於當地屬於臺灣曼波魚漁獲量的主要分布地區，其產量約佔花東海岸地區的六成以上，故有「曼波魚的故鄉」之美譽。

## 歷史
新城鄉昔日被原住民太魯閣族稱為「大魯宛」，漢人則譯作「哆囉滿」或「倒咯滿」。清治時期嘉慶年間，淡水廳人吳全率佃農來此開墾，太魯閣族人屢次出草襲擊，於是築壘防禦，取名「新城」，後因原住民侵襲不已而棄城南遷。1875年，福建陸路提督羅大春率兵開鑿蘇澳到花蓮的道路，以此地為進入花蓮的第一城，故稱之為「新城」。
新城在西元1896年因乙未戰爭失利而被日本攻克。1914年，日治時期的臺灣總督佐久間左馬太親率日軍征討太魯閣族，事平後於此設置花蓮港廳新城支廳；總督府為感念佐久間總督的事蹟，便於1920年以其別名「研海」，將新城支廳改為「研海支廳」，下轄平野區。1937年花蓮港廳地方改制，廢研海支廳，平野區改名為「研海庄」，歸花蓮港廳花蓮郡管轄。
戰後沿用其名，並管轄原花蓮郡蕃地，設置花蓮縣花蓮區研海鄉，1946年恢復「新城」舊名，改名為新城鄉，後將原住民山地部分分出，另設秀林鄉至今。隨著縣府興建的809戶青年安心成家住宅，以及0206花蓮地震受災戶異地重建的44戶希望工程安心住宅落成交屋，促使北埔村人口激增。2021年10月1日，正式由北埔村劃出成立該鄉第九個村「新秀村」。

## 地理

### 地形

歡迎蒞臨新城鄉牌坊（花蓮市邊境）

新城鄉位於花蓮縣北部，北與西臨秀林鄉，東濱太平洋，南以美崙溪和花蓮市為界。
新城鄉全境多屬平原地形，平原地形約佔全鄉之97%，南北長、東西窄，南北長16公里，東西最寬者為5公里，有美崙溪、三棧溪及須美基溪流經。
新城鄉轄區共劃分為九個村：新城村、順安村、康樂村、大漢村、北埔村、佳林村、嘉里村、嘉新村、新秀村。全鄉共分為新城及北埔兩主要聚落，這兩大聚落又將新城鄉分為北新城及南新城，兩區以三棧溪為界，彼此間隔12公里。北新城包含新城及順安兩村，毗鄰太魯閣國家公園及蘇花公路，秀林國中、新城國小、新城車站、新城神社、新城公園及新城老街等以該鄉為地名的建物位於北新城，但此區僅有二千五百餘人，約佔全鄉的1/8。南新城包含北埔、嘉里、大漢、康樂、嘉新及佳林等六村，占有全鄉大多數人口，離縣治花蓮市約有3公里之遙，北埔車站、新城鄉公所及戶政事務所、農會、郵局、國軍花蓮總醫院、七星潭、花蓮機場、空軍佳山基地、海星高中、新城國中、台灣電力公司及家樂福等重要據點皆設於南新城。

### 氣候
屬熱帶季風氣候，全鄉年平均氣溫攝氏23.5度，平均雨量2264公厘，四季宜人。

### 人口
根據花蓮縣政府民政處統計，2024年底新城鄉戶數約8.5千戶，人口約2萬人，鄉內人口最多與最少的村分別是嘉里村與順安村，2024年底兩村人口分別為4,348人與969人。新城鄉人口的年齡構成中，有10.50%是0至14歲人口，71.93%是15至64歲人口，17.58%是65歲以上人口，老化指數167.46%，為花蓮縣人口老化程度相對輕微的行政區
。

## 政治

### 歷任首長
- 第1-2屆鄭德運
- 第3屆吳萬紫
- 第4-5屆曾炳西
- 第6-7屆吳萬紫
- 第8-9屆林榮亮
- 第10-11屆陳朝和
- 第12-13屆傅慶華
- 第14-15屆何禮台
- 第16-17屆錢自立
- 第18屆何禮台

### 鄉政組織
新城鄉公所是新城鄉最高層級的地方行政機關，在中華民國政府架構中為鄉自治的行政機關，同時負責執行縣政府及中央機關委辦事項，新城鄉的自治監督機關為花蓮縣政府。鄉長由全體鄉民直接選舉產生，任期為四年，可連選連任一次。新城鄉公所並置鄉政會議，為鄉政最高決策機構，在鄉長之下，設有5課3室等8個內部單位及5個附屬機關。
新城鄉民代表會是新城鄉的最高民意機關，代表新城鄉全體鄉民立法和監察鄉政。鄉民代表由公民直選選出，任期為四年，可連選連任。新城鄉民代表會共有11位鄉民代表，分別為第一選區1席鄉民代表、第二選區5席鄉民代表、第三選區3席鄉民代表、第四選區2席平地原住民鄉民代表，主席、副主席由11位鄉民代表互選產生。

### 行政區
| 新城鄉行政區劃                                                         |
| 新城村 順安村 康 樂 村 北 埔 村 新 秀 村 佳 林 村 大漢村 嘉里村 嘉新村 |

| 村名   | '面積 （km²） | 戶數  | 人口數(2019年4月) | 人口密度 | 著名地標 |
| ------ | ------------- | ----- | ----------------- | -------- | --- |
| 新城村 | ?             | 565   | 1,477             | ?        | 新城舊市區、新城車站、秀林國中、新城老街、台9線&台8線交會點、亞泥花蓮廠區                                    |
| 順安村 | ?             | 376   | 1,029             | ?        | 曼波海灘、海悅灣休閒度假會館、煙波大飯店花蓮太魯閣館                                                         |
| 康樂村 | ?             | 1,021 | 2,769             | ?        | 光隆博物館、玩味蕃樂園、蔡平陽山地木雕藝術館                                                                 |
| 大漢村 | ?             | 1,160 | 3,011             | ?        | 新城東部、七星潭國家風景區、水上明月海景渡假旅店、新城鄉公所、大漢技術學院、花蓮機場北側跑道、德燕濱海植物區 |
| 北埔村 | ?             | 1,827 | 4,705             | ?        | 南新城市中心、北埔車站、新城鄉戶政事務所、新城國中                                                           |
| 新秀村 | ?             | ?     | ?                 | ?        | 青年住宅區、統冠北埔店、北埔夜市、新秀地區農會、樹林角                                                       |
| 佳林村 | ?             | 429   | 1,159             | ?        | 龍泉親水公園、中油北埔油庫、空軍佳山基地                                                                     |
| 嘉里村 | ?             | 1,783 | 4,530             | ?        | 南新城市區、花蓮機場主航廈及南段跑道、北埔新訓中心(901旅)、家樂福花蓮店、國軍花蓮總醫院                      |
| 嘉新村 | ?             | 617   | 1,454             | ?        | 新城最南、台電花東供電區、海星高中                                                                           |
| 新城鄉 | 29.4095       | 7,778 | 20,134            | 684.61   | 七星潭國家風景區、花蓮機場、空軍佳山基地、亞泥花蓮廠區、家樂福                                               |

新城鄉公所公告「本鄉北埔村村鄰行政區域調整」：本鄉北埔村調整劃分為北埔村及新秀村，並自110年10月1日起實施。

### 警政
- 新城分局
  - 新城派出所
  - 嘉里派出所
  - 佳民派出所
  - 加灣派出所
  - 北埔派出所

## 產業

### 農業
本鄉作物種類以木瓜、玉米、蔬菜、水稻及甘藷等為主，另有少數農地生產西瓜、楊桃、香蕉及柚子等。根據花蓮縣政府主計處統計，新城鄉可耕地面積為943.87公頃。近年來因為精緻農業及生態旅遊產業的興起，農民開始逐漸地發展地方農特產品以走出海外，如木瓜、芋心蕃薯、醃漬酸菜及山蘇等。漁業的方面，分為養殖漁業(淡水)及沿岸&近海漁業(鹹水)，鹹水魚主要特產有鰹魚、曼波魚(翻車魚)、飛刀魚、旗魚、白帶魚、沙魚等，並有專責加工鰹魚的工廠。淡水魚方面，則多養殖吳郭魚、鯉魚、蜆及泰國蝦。

### 工業
新城鄉的第二級產業中以石材加工業為主，其產品以花崗石、大理石、化石、蛇紋石等建材、地磚、石板傢俱為主，全鄉共有23家，年生產量所值約54億元。另大理石、玉石、玫瑰石及奇石之藝品特產品亦為本鄉重要產業，現鄉內有規模大小不一之藝品公司計11家。

## 人文
地方通行語為太魯閣語與阿美語。居民以中原遷居之閩客為多，少數為平地原住民，台灣光復後，亦有不少外省居民遷居於此，民情風俗大都保持閩粵舊有之風俗習慣，平地原住民於每年八月舉辦豐年祭。

## 教育

### 高級中等學校
- 花蓮縣私立海星高級中學

### 國民中學
- 花蓮縣立新城國民中學
- 花蓮縣立秀林國民中學

### 國民小學
- 花蓮縣新城鄉新城國民小學
- 花蓮縣新城鄉北埔國民小學
- 花蓮縣新城鄉康樂國民小學
- 花蓮縣新城鄉嘉里國民小學

## 醫療社福
醫療機構
- 國軍花蓮總醫院
- 花蓮縣新城鄉衛生所

社福機構
- 財團法人佛教私立禪光育幼院

## 交通

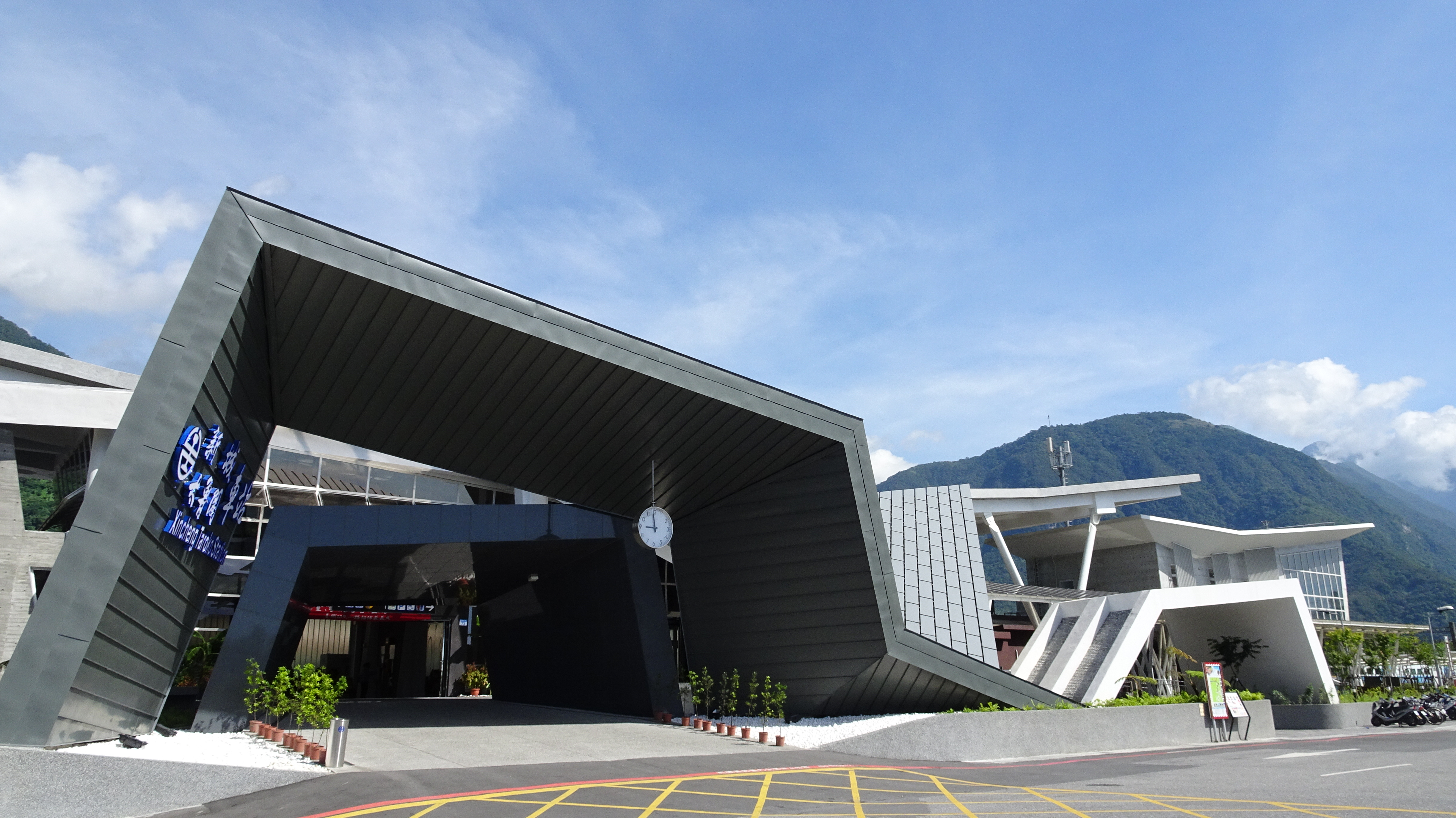
新城車站（太魯閣車站）

### 航空
- 花蓮機場

### 鐵路
臺灣鐵路公司
- 北迴線：新城（太魯閣）車站、北埔車站
- 花蓮臨港線：北埔車站

### 公路資訊
- 花蓮縣市區公車
  - 統聯客運
  - 太魯閣客運

- 公路客運
  - 統聯客運

- 國道客運
  - 葛瑪蘭客運1918：板橋轉運站－南港轉運站－－蘇花改－新城火車站－花蓮轉運站（例假日行駛）[13]

### 公路
- 台8線（中部橫貫公路）
- 台9線（蘇花公路）
- 縣道193號

## 旅遊

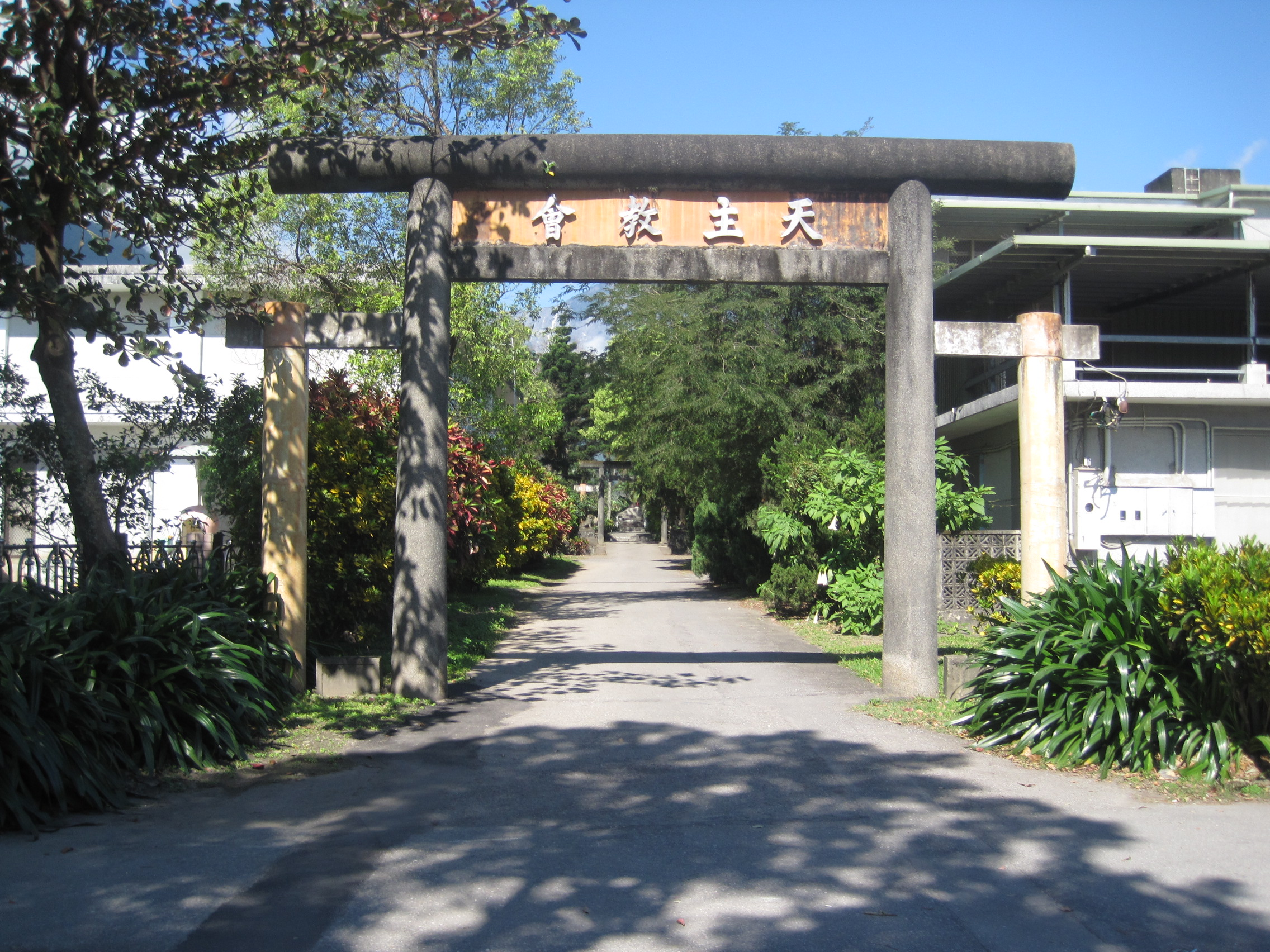
新城神社鳥居

- 七星潭海岸風景特定區
- 七星柴魚博物館
- 193縣道黑森林小徑
- 亞泥生態園區
- 月牙灣觀海區（新城海堤）
- 曼波海灘
- 新城老街
- 新城神社
- 花蓮濱海自行車道
- 噶瑪蘭紀念公園[14]
- 楊英風紀念公園
- 北埔夜市（每週一）
- 新城夜市（每週五）
- 慈濟精舍
- 新城鎮安宮(主祀開漳聖王)
- 新城保安宮(主祀玉皇大帝)
- 新城興田協天廟(主祀關聖帝君)

## 宗教場所

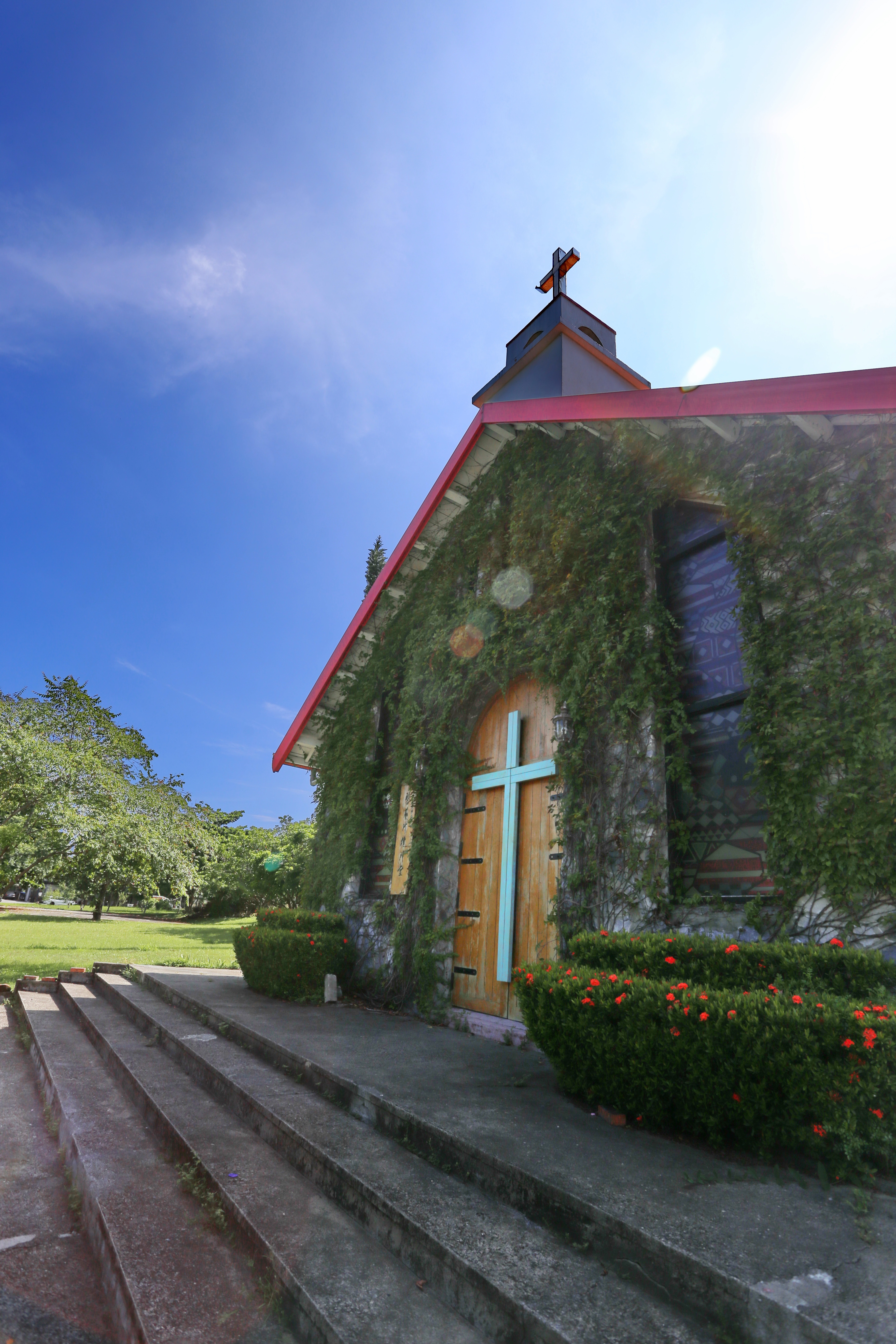
芥菜種會花蓮習藝所教堂

- 芥菜種會花蓮習藝所教堂

### 旅遊人數統計[15]
七星潭
| 年份   | 全年旅遊人數 | 平均每月旅遊人數 | 平增(減)率 |
| ------ | ------------ | ---------------- | ---------- |
| 2014年 | 1,249,196    | 104,100          | -20.66%    |
| 2015年 | 1,404,469    | 117,039          | +11.06%    |
| 2016年 | 1,441,282    | 120,107          | +2.62%     |
| 2017年 | 1,358,944    | 113,245          | -5.71%     |
| 2018年 | 1,062,612    | 88,551           | -21.81%    |
| 2019年 | 1,185,843    | 98,820           | +10.47%    |
| 2020年 | 731,466      | 60,956           | -38.32%    |

## 特產
- 酸菜
- 九號花生
- 木瓜
- 麻糬
- 芋心番薯
- 鹹魚蛋
- 曼波魚（翻車魚）
- 大理石
- 玫瑰石

## 外部連結
- 新城鄉公所 （页面存档备份，存于）